# Pearl White
Pearl White, nascuda com Victoria Evans Wright, (Green Ridge, 1889 – París, 1938) va ser una actriu estatunidenca de l'època del cinema mut.
El 1914 va protagonitzar la sèrie The Perils of Pauline i altres filmacions, també en episodis. En les seves aparicions solia interpretar un tipus estereotipat de noia americana agosarada i esportiva enmig de tot un seguit d'aventures apassionants. A més, va rodar molts llarmetratges, com ara, The Mountain Woman (1921) o Terreur (1924), entre d'altres.
Va morir en un hospital de Neuilly-sur-Seine, als 49 anys, a causa d'una cirrosis hepàtica. Va ser enterrada al cementiri de Passy de París.